# Móricz Miklós
Móricz Miklós (Prügy, 1886. december 7. – Budapest, 1966. május 5.) magyar újságíró, szerkesztő, statisztikus, közíró. Móricz Zsigmond öccse.

## Életpályája
Budapesten jogi diplomát  szerzett. Volt ügyvéd, később tisztviselő. 1916-ban Kassán, iparkamarai fogalmazó korában belépett a Resurrexit szabadkőműves páholyba. Pályáját otthagyva, mint politikai emigráns Románia területére került át, így 1923 és 1928 között a Brassói Lapok szerkesztője lett. Leggyakrabban „MM” betűkkel jelzett művelődéspolitikai és gazdasági  fejtegetéseivel a vidéki folyóiratot országos szintű sajtóorgánummá fejlesztette fel. Modern és korszerű tipográfiai igényei miatt a  nyomdászok nagyon sokszor emlegették Doktor Borgisz néven. Munkatársa volt a két világháború közt megjelenő Kis Tükör című folyóiratnak.
Később visszatért Budapestre, itt a Statisztikai Tudósító (STUD) főszerkesztője, valamint bátyjáról, Móricz Zsigmondról szóló könyvek szerzője lett.